# محمود وهبة
محمود أحمد محمد وهبه (12 فبراير 1941 في محافظة كفر الشيخ مركز بيلا) هو رجل أعمال مصري يعيش بالخارج في الولايات المتحدة الأمريكية وقد هاجر إلى أميركا عام 1964 للحصول على الدكتوراه وانتخب رئيساً لأكاديمية الإدارة بشرق أميركا وعمل خبيرا بالأمم المتحدة ومستشارا للشيخ راشد في الإمارات العربية والرئيس محمد أنور السادات بمصر والملك خالد بالسعودية وقام بإلقاء محاضرات في العالم العربي في 21 دولة كمستشار في منظمة فولبرايت. ثم تحول إلى الأعمال الحرة بأمريكا والعالم وأسس ثالث أكبر شركات مشتقات البترول في أمريكا ثم امتلك شركات في الصناعات التحويلية وشركة للأقمار الصناعية ثم تأسيس شبكات إنترنت لتوزيع وتخزين البيانات والصور الرقمية والفيديو مكونة من كلابات حقيقية أرضية والموجات الفضائية في أمريكا وبدأ أخيرا في مد هذه الشبكات إلى دول أخرى.

## بدايته
ولد محمود أحمد محمد وهبه في قرية العلامية، مركز بيلا، بمحافظة كفر الشيخ. درس في كلية التجارة جامعة القاهرة قسم إدارة أعمال. كان اهتمامه في هذه الفترة أن يدرس الاقتصاد، إنما لم يكن موجود ذلك القسم في تلك الفترة. تخرج ثم عُين مباشرة كمعيد في كلية التجارة قسم إدارة الأعمال بجامعة القاهرة. ثم قررت الجامعة إن تبتعثه في بعثة إلى أمريكا لدراسة الدكتوراه في إدارة الأعمال. فذهب إلى أمريكا سنة 1964 حيث حصل على الماجستير والدكتوراه من جامعة مينسوتا ثم انتقل إلى مدينة نيويورك.

## التاريخ
قرر محمود أحمد محمد وهبه الدخول في مجال الأعمال الحرة عام 1982، وبدأ بطريقة منظمة تحدد ما يريد عمله فقد عمل بعدة مجالات «البترول وشبكة توزيع الإنترنت» بأمريكا، والقطن وزيوت الطعام بمصر، فقام بتأسيس شركة شامبيون للبترول في نفس العام، ثم شركة شامبيون للطاقة في عام 1986 وأصبحت ثالث كبرى شركات توزيع المنتجات البترولية الخاصة في أنحاء أمريكا، ثم انتقل منه إلى الكيروسين، حيث قام بشراء Refinery، وبدأ بالدخول في مجال رصف الطرق «الأسفلت»، ثم بعدها توجه للدخول في مجال الغاز الطبيعي، ثم قام بتأسيس شركات في مجالات العقارات والانشاءات - تقنية البيئة - تصنيع منتجات التعبئة والتغليف الدقيقة، حيث قام بشراء حوالي 30 : 40 شركة جميعها بهدف إعادة هيكلتها، وإما أن يحتفظ بها أويقوم بإصلاحها وإعادة بيعها، وأمتلك شركات عديدة في مجالات أخرى على رأسها شركة الفا أستار وهي شركة ذات تاريخ يصعب مقارنته بتاريخ أي شركة أخرى، فقد بنتها وزارة الدفاع الأميركية في عهد الرئيس (ريغان) لتصبح مركز مراقبة وتحكم، لكن د. محمود أحمد محمد وهبه ساهم بعد شراءاها في تطوير استخدامات الأقمار الصناعية، واضعة بذلك حجراً جديداً في الثورة المعلوماتية التي توحد عالمنا الحديث.

## حياته الشخصية
تزوج محمود أحمد محمد وهبه من الدكتورة سوزان باترسون وهبه أستاذة جامعية سابقا وبالأعمال الخيرية حالياً ولديه أربع أبناء مي، جيمس طارق، جون بيرم وتيمي تيمور، ولديه أيضاً أربعة أحفاد، كلهم أمريكيو الجنسية ويعملون بالأعمال الحرة ويعيشون بين كونيتيكت ونيويورك وفلوريدا والإسكندرية وباريس وغيرها. ويقوم حاليا بإدارة استثماراته في امريكا ودول أخرى وقليل منها يتبقى في مصر.

## من مناصبه
- أستاذ التنظيم وعميد كلية الدراسات العليا بجامعة مدينة نيويورك 1977-1980.
- عميد معهد الأبحاث التطبيقية بنفس الجامعة عام 1980 – 1982.
- عضو مجلس إدارة منتخب بعدة أندية اجتماعية وخيرية أمريكية ومؤسس ورئيس سابق لجمعية رجال الأعمال المصرية بنيويورك.
- انتخب رئيساً لأكاديمية إدارة الأعمال في شرق أمريكا وعضويتها شملت آلاف من أساتذة إدارة الأعمال بالجامعات الأمريكية.

## روابط خارجية
- نشاطات شركة الفا ستار نسخة محفوظة 18 يوليو 2017 على موقع واي باك مشين.